# Paranandra interrupta
Paranandra interrupta är en skalbaggsart som beskrevs av Stefan von Breuning 1948. Paranandra interrupta ingår i släktet Paranandra och familjen långhorningar. Inga underarter finns listade i Catalogue of Life.